# Мои мемуары
«Мои мемуары» (фр. Mes Memoires) — воспоминания французского писателя Александра Дюма-отца, написанные в 1847—1854 годах и опубликованные в 1851—1855 годах. Охватывают период с 1802 по 1833 год.

## Содержание
«Мои мемуары» Дюма включают 264 главы и занимают 10 томов в собрании сочинений, изданном Леви. Писатель начинает со слов «я родился в Вилле-Котре, маленьком городке в департаменте Эна», но сразу после этого переходит к обстоятельному рассказу об отце, генерале революционной армии Тома-Александре Дюма. Много внимания уделяется политической жизни Франции, литературе и театру (в частности, несколько глав посвящены Виктору Гюго), светской хронике. Дюма доводит рассказ до 1833 года. После глав, посвящённых Эжену Сю и Жорж Санд, он пишет, что «временно закрывает» мемуары и в будущем может продолжить, если книга будет иметь успех и если «Бог продлит» его жизнь. Это обещание осталось неисполненным.

## Создание и оценки
Александр Дюма начал работу над воспоминаниями в 1847 году, находясь в зените славы. Параллельно он работал над другими произведениями — в том числе над романами «Соратники Иегу» и «Могикане Парижа», циклом очерков «Великие люди в домашнем халате». В 1851—1855 годах «Мои мемуары» публиковались в газете La Presse, в 1852—1854 году в парижском издательстве Cadot вышло отдельное издание.
Воспоминания Дюма стали ценным источником фактических данных, связанных не только с биографией автора, но и с литературной и политической жизнью Франции 1820-х — 1830-х годов. При этом литературоведы констатируют, что мемуарист целенаправленно создавал «легенду о себе». «Мои мемуары» отличаются лёгкостью стиля и увлекательностью изложения, характерными для романов Дюма.